# Tako higi

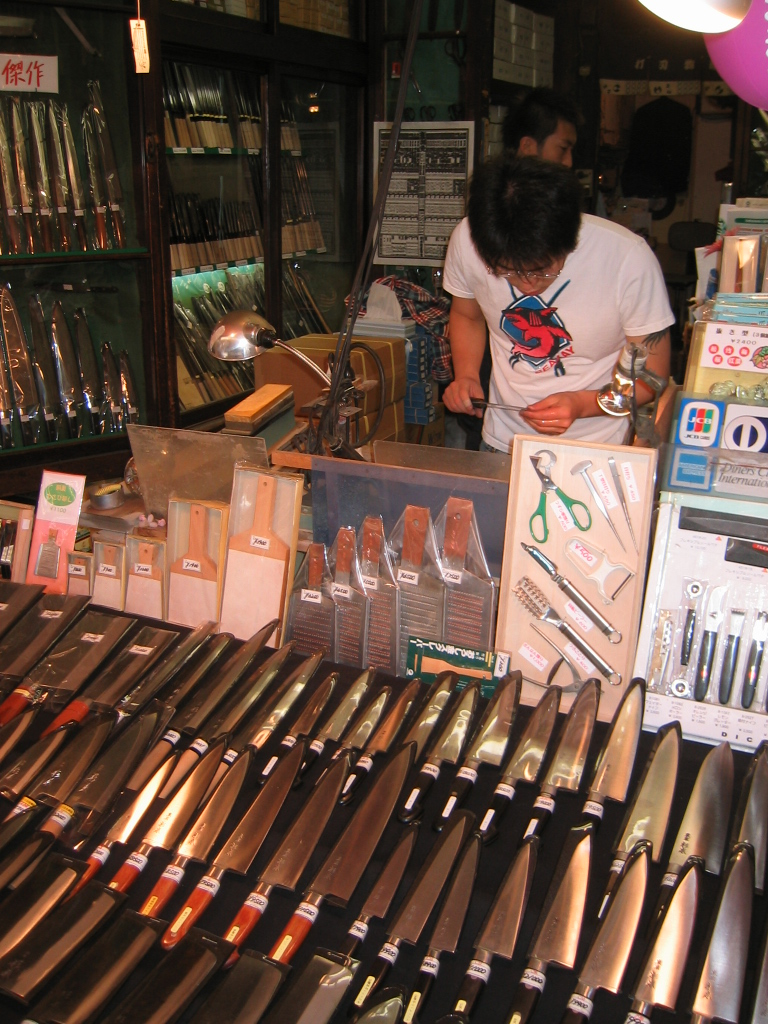
Elképesztő választék a konyhakések boltjában

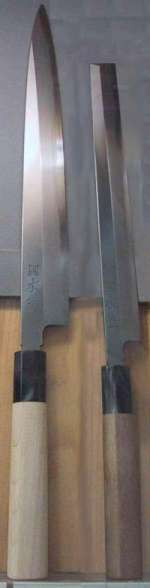
Yanagi ba (balra) és Tako hiki (jobbra)

A tako hiki és a fugu hiki polipok és gömbhalak feldolgozásához használt hosszú vékony kések japán neve.

## Felhasználási területük
A japán konyhaművészet elengedhetetlen eszközei a kések, melyek használatának külön hagyománya alakult ki és a halak feldolgozása során többféle kést használnak. A tako hiki és a fugu hiki és yanagi ba a japán gasztronómia nélkülözhetetlen eszközei. Segítségükkel lehet vékony szeletet készíteni a halak húsából és megalkotni a japán konyhaművészet remekét a szasimit. A tako higi hasonlít a nakiri bochóra annyi eltéréssel, hogy a penge szélességében különböznek egymástól. Tokióban és Oszakában használt változatokban lehetnek eltérések. A tako hiki és a yanagi ba általában a tintahal és a polip feldolgozás eszköze, míg gömbhalakhoz használt fugu hiki hasonlít ugyan a yanagi ba-ra, de a pengéje vékonyabb és hajlékonyabb. Ezek a kések alkalmasak vékony szeletekre történő vágásra és filézésre, azonban csak kicsi vagy közepes méretű halak esetén. A nagy méretű halak, mint például a tonhalhoz nagyobb pengehosszúságú kést használnak. Ilyen például a két méter hosszú az oroshi hocho.

## Fordítás
- Ez a szócikk részben vagy egészben  a   Tako hiki című angol Wikipédia-szócikk fordításán alapul.  Az eredeti cikk szerkesztőit annak laptörténete sorolja fel. Ez a jelzés csupán a megfogalmazás eredetét és a szerzői jogokat jelzi, nem szolgál a cikkben szereplő információk forrásmegjelöléseként.